# Alberto Ginulfi
Alberto Ginulfi (Roma, Reino de Italia; 30 de noviembre de 1941-6 de septiembre de 2023) fue un futbolista italiano que jugó en la posición de guardameta. Destacó por haber detenido un penalti a Pelé durante el partido amistoso disputado en Roma el 3 de marzo de 1972 contra el Santos.

## Biografía
Romano de San Lorenzo, antes de emprender su carrera futbolística, trabajó en la pescadería de su tía en Piazza Vittorio. [2] Estaba casado con la prima de Giancarlo De Sisti. [2]

## Características técnicas
Fue definido por Alberto Marchesi del Corriere dello Sport, en un artículo de 1971, como el portero moderno por excelencia y adelantado a su tiempo. Más sin embargo con estas características técnicas de su juego, no fue llamado por la Selección Italiana dirigida en ese tiempo por Ferruccio Valcareggi en donde los porteros eran Enrico Albertosi, Dino Zoff y Luciano Castellini.[2]

## Carrera

### Jugador
Creció y se desarrolló en el equipo de la Roma, inicialmente como reserva de Fabio Cudicini y Pierluigi Pizzaballa. Después de conquistar el título de campeón de Italia en 1959 con los colores de los Giallorossi en las categorías inferiores (donde demostró ser casi imbatible), [3 ] debutó en la Serie A el 28 de octubre de 1962 en el partido en casa contra los Lanerossi Vicenza (0 -1), ganando luego la camiseta titular en la temporada 1969-1970.
Después de haber defendido la portería de la Roma sin rivales durante tres temporadas, tuvo que dejar paso al fenomenal Paolo Conti y resignándose al banquillo durante toda la temporada 1974-1975, sin disputar ningún partido. Se diría que la estancia final con la Roma era evidente, por no ser titular del arco de La Loba. Durante su etapa en los Giallorossi también destacó por haber detenido un penalti a Pelé durante el partido amistoso disputado en Roma el 3 de marzo de 1972 contra el Santos.  Al final del partido el propio campeón brasileño felicitó al portero entregándole su camiseta, ya que fue el tercer portero que rechazó un tiro libre máximo.
Su carrera continuó en Hellas Verona (1975-1976), disputando una temporada que acabó con la salvación del equipo y la llegada del equipo de la Scala a su primera final de Copa de Italia. Finalmente pasó a la Fiorentina, como reserva de Massimo Mattolini para él, con la camiseta violeta, sólo una aparición de 45 minutos. Una vez finalizada su aventura en Florencia, jugó una temporada más con el Cremonese  en la Serie B, abandonando definitivamente el fútbol en 1978.
En su carrera también suma 34 apariciones en la Copa de Italia y nueve en la Recopa.

## Entrenador
Tras colgar las botas, en los años 1980 se convirtió en entrenador de porteros . [2]

## Equipo
| Periodo   | Club           | Apariciones |
| --------- | -------------- | ----------- |
| 1961-1962 | AS Tevere Roma | 15          |
| 1962-1975 | AS Roma        | 157         |
| 1975-1976 | Hellas Verona  | 30          |
| 1976-1977 | ACF Fiorentina | 1           |
| 1977-1978 | US Cremonese   | 30          |

## Logros
- Copa Italia (2): 1964, 1969
- Copa anglo-italiana (1): 1972